# Zulfikar Joy Ali
Zulfikar Joy Ali (ur. 22 grudnia 1978 w Nadi, zm. 5 stycznia 2015) – fidżyjski bokser kategorii lekkośredniej.

## Kariera zawodowa
Jako zawodowiec zadebiutował 21 października 1995 roku. Do końca 2003 roku stoczył 29 walk, z których 19 wygrał, 4 przegrał i 6 zremisował, zdobywając mistrzostwo Fidżi w wadze junior półśredniej, półśredniej i średniej.
14 sierpnia 2004 roku zmierzył się z Mattem Shawem o mistrzostwo Oceanii w wadze półśredniej. Ali zwyciężył przez TKO w 12 rundzie, dwukrotnie posyłając rywala na deski w przebiegu całej walki. 11 grudnia zdobył ten sam pas, ale w kategorii junior średniej, nokautując w 1 rundzie 	Davida Wiremu.
30 kwietnia 2005 roku zmierzył się z Ercümentem Aslanem o pas PABA w wadze lekkośredniej. Ali zwyciężył przez nokaut w 1 rundzie. Pas obronił 24 września, pokonując jednogłośnie na punkty Garry’ego Comera. 10 grudnia utracił pas, przegrywając przez nokaut już w 1 rundzie z Javierem Mamanim.
W latach 2007–2011 stoczył 14 pojedynków, z których wygrał zaledwie 6. Ostatnią walkę stoczył 26 listopada 2011 roku. Jego rywalem był Joseph Kwadjo, a stawką walki pas WBF Inter-Continental w wadze superśredniej. Ali przegrał przez nokaut w 2 rundzie, chociaż w 2009 był blisko pokonania na punkty Kwadjo.